# Torsten Thure Renvall
Torsten Thure Renvall, född 23 oktober 1817 i Åbo, död 16 oktober 1898, var ärkebiskop i Åbo ärkestift inom Evangelisk-lutherska kyrkan i Finland åren 1884–1898. Innan dess verkade han bland annat som domprost i Åbo åren 1858–1884. Renvalls efterträdare var Gustaf Johansson.
Renvall föddes till Henrik Renvall och Agneta Cornelia Cairenius. Han gifte sig först med Emilia Maria Lovisa Bergenstråle (1843-1863) och senare med Amanda Sofia Limnell (1865-1915). Han tog studentexamen vid Katedralskolan i Åbo 1835 och blev filosofie kandidat 1840. Han prästvigdes 1857 och blev docent i historia 1845. Han tjänstgjorde som lektor i historia vid Vaasan lukio 1845-1851 och vid Åbo 1852-1858, innan han blev domprost i Åbo 1858. Han var också medlem av kyrkolagskommittén, riksdagsman, och prästeståndets talman 1885. År 1864 tilldelades han en teologie doktor honoris causa.
Renvall var far till Heikki Renvall.

## Utmärkelser
- Sankt Stanislausorden, andra klassen,  29 april 1862[1]
- Sankt Annas orden, andra klass,  16 april 1871[1]
- Sankt Vladimirs orden, tredje klass,  28 april 1878[1]
- Sankt Stanislausorden, första klassen,  17 april 1887[1]
- Sankt Annas orden, första klass,  25 april 1891[1]
- Sankt Vladimirs orden, andra klassen,  14 april 1895[1]

[Redigera Wikidata]

## Verk
- Dc M. Porcio Catone Censorio commentario: Diss. (1845)
- Om rättfärdiggörelsen (1875)
- Tai vid Hans Majestät Kejsar Alexander II:s 25-åriga regeringsjubileum den 2 mars 1880 (1880)
- Ord uttalade vid sorgegudstjänsten i Åbo domkyrka den 18 mars 1881 och predikan hållen i Åbo domkyrka allmänna klagodagen den 31 maj 1881 med anledning af H.M. Kejsaren-Storfursten Alexander II:s den 13 mars 1881 timade dödliga frånfälle (1881)
- Själfbiografiska anteckningar af Torsten T. Renvall (1917)
- Torsten T. Renvalls bref till sin son (1917)[2]